# Petr Emelyanovich Nedbailo
Petr Emelyanovich Nedbailo profesor de derecho de origen soviético, representante de su gobierno ante la Comisión de Derechos Humanos de las Naciones Unidas En 1968, fue una de las primeras personas en recibir el Premio de Derechos Humanos de las Naciones Unidas un reconocimiento otorgado por la Organización de las Naciones Unidas a las personas y organizaciones que hayan realizado aportes significativos en «la promoción y protección de los derechos humanos y las libertades fundamentales».